# Anisomeristes masoni
Anisomeristes masoni is een keversoort uit de familie molmkogeltjes (Corylophidae). De wetenschappelijke naam van de soort werd in 1900 gepubliceerd door Edmund Reitter.